# گایداربک گایداربکوف
گایداربک گایداربکوف (روسی: Гайдарбек Абдулович Гайдарбеков؛ زادهٔ ۶ اکتبر ۱۹۷۶) بوکسور اهل روسیه بود.